# Nils Gunnar Lindström
|  | No s'ha de confondre amb Gunnar Lindstrom. |

Nils Gunnar Lindström   (Eksjö, 11 de febrer de 1896 - Eksjö, 6 d'octubre de 1951) fou un llançador de javelina suec que va competir durant la dècada de 1920. Era el germà gran del també atleta Elof Lindström.
Durant la seva carrera esportiva va prendre part en tres edicions dels Jocs Olímpics d'Estiu, els d'Anvers de 1920, de París 1924 i Amsterdam 1928, sempre en la prova de llançament de javelina. El 1920 acabà en sisena posició. Quatre anys més tard guanyà la medalla d'argent. Aquest mateix any va batre el rècord del món de la disciplina a la seva ciutat natal, Eksjö, amb 66,62 metres, i la millorà el 1925 amb 67,31 metres. Als Jocs de 1928 fou catorzè. Durant la seva carrera atlètica va guanyar sis títols nacionals, en el llançament de javelina convencional i a dues mans, els anys 1920, 1921, 1924 (2), 1926 i 1927.

## Millors marques
- Llançament de javelina. 67,77 metres (1928)[5]